# Pentaho
Pentaho é um software de código aberto para inteligência empresarial, desenvolvido em Java. A solução cobre as tarefas de ETL (Extraction, Transformation and Load), reporting, OLAP e mineração de dados (data-mining). Desenvolvido desde 2004 pela Pentaho Corporation o software foi considerado uma das melhores aplicações para inteligência empresarial em 2008 pela InfoWorld.
Realiza análises de big data, trabalha nativamente com bancos de dados NoSQL e Hadoop, além de poder processar dados de forma distribuída nativamente em cluster, pode rodar sobre o Hadoop em cluster alcançando velocidades extremamente rápidas.

## Componentes
A solução consiste dos seguintes componentes:
- Pentaho Data Integration: também conhecido como Kettle, é uma ferramenta de código aberto para extração, transformação e carga (ETL) de dados
- Pentaho Analysis Services: também conhecido como Mondrian OLAP server, é uma ferramenta de código aberto para On-line Analytical Processing (OLAP)
- Pentaho Reporting: derivado do projeto JFreeReport h
- Pentaho Data Mining: derivado do projeto Weka, um conjunto de ferramentas relacionadas com a mineração de dados
- Pentaho DashBoard
- Pentaho for Apache Hadoop, também conhecido como Pentaho BI Suite, é a versão para Hadoop, uma plataforma de software em Java de computação distribuída voltada para clusters e processamento de grandes massas de dados.